# یواس‌اس ادامانت (ای‌ام‌سی-۶۲)
یواس‌اس ادامانت (ای‌ام‌سی-۶۲) (به انگلیسی: USS Adamant (AMc-62)) یک کشتی بود که طول آن ۹۷ فوت ۱ اینچ (۲۹٫۵۹ متر) بود. این کشتی در سال ۱۹۴۱ ساخته شد.